# 射水市立大門小学校
射水市立大門小学校 （いみずしりつ だいもんしょうがっこう）は富山県射水市にある公立小学校。

## 沿革
初代
- 1958年（昭和33年）11月12日 - 給食室と幼稚園教室が完成[3]。

2代目
- 1962年（昭和37年）[4]
  - 1月7日 - 大門、二口、水戸田の3小学校の統合が決まる[5]。
  - 4月 - 創設。この時点で旧3小学校校舎を教場とした[6]。
  - 11月12日 - 大門町二口にて新校舎起工[6][7]。
- 1965年（昭和40年）
  - 4月1日 - 3階建ての校舎竣工（総事業費2億4,900万円）[8]。
  - 6月2日 - 校舎竣工式を挙行。創立記念日と制定される。
  - 7月24日 - グラウンドの造成が完了[9]。
- 1966年（昭和41年）
  - 2月13日 - 校歌制定。（作詞：大島文雄、作曲：團伊玖磨）
  - 6月2日 - 校旗制定。
  - 6月15日 - プール完成。プール開きの式典にはオリンピック女子平泳ぎ初の金メダリスト・兵藤秀子が招かれ、模範遊泳を披露した[10]。
- 1972年（昭和47年）5月15日 - スクールゾーンを設置[9]。
- 1978年（昭和53年）12月10日 - グラウンドにクラブハウスが完成[11]。
- 1980年（昭和55年）9月5日 - 相撲場を旧南郷中学校より移設[12]。
- 2005年（平成17年）11月1日 - 市町村合併により、射水市立大門小学校となる。

3代目
- 2006年（平成18年）
  - 3月12日 - 新校舎竣工[13]。
  - 4月5日 - 旧大門小、櫛田小、浅井小の3校を統合し、開校[13]。
- 2007年（平成19年）
  - 3月 - ビオトープ完成[13]。
  - 3月25日 - グラウンド完成[13]。
- 2011年（平成23年）3月 - 校舎とクラブハウスとの間の回廊完成[13]。
- 2014年（平成26年）3月 - 学級増に伴い校舎増築[13]。

## 現校舎
押田洋治（富山県建築設計監理協同組合理事長）設計、鹿島建設、射水建設興業、髙田建設JV施工。平成19年度第38回富山県建築賞入賞。
校舎棟はオープン・スクール・システムを採用している。

## 通学区域
あおば台一丁目、あおば台二丁目、市井、犬内、開口、下若、生源寺、生源寺新、大門、大門新、竹鼻、棚田、中村、枇杷首、藤巻、二口1番地～1552番地・1601番地・1608番地～1620番地・1622番地～1630番地・1634番地・1636番地～3292番地、大門本江、本田、水戸田、安吉、若林、流通センター水戸田一丁目～流通センター水戸田四丁目、下条、島、上条、土合、西広上、広上、堀内、荒町、梅木、串田、串田新、串田新出、小泉、円池、円池又新、布目沢、黒河新、黒河又新、大門島

## 進学先
- 射水市立大門中学校